# Elaphoglossum atrobarbatum
Elaphoglossum atrobarbatum är en träjonväxtart som beskrevs av John T. Mickel. Elaphoglossum atrobarbatum ingår i släktet Elaphoglossum och familjen Dryopteridaceae. Inga underarter finns listade.